# Franco de Ruanda-Urundi
El franco (en kirundi y kiñaruanda: Ifaranga y en francés: franc) fue la moneda de curso legal en los dos mandatos belgas de Ruanda-Urundi entre 1960 y 1964.

## Historia
En 1916 el franco se introdujo por primera vez en los territorios de Ruanda y Burundi, cuando fueron ocupados por Bélgica y el franco del Congo Belga sustituyó a la rupia del África Oriental Alemana. En 1960, el franco del Congo Belga fue sustituido por el franco de Ruanda y Burundi, emitido por el Banque d'émission de Rwanda et Burundi. Circuló hasta 1964, cuando Ruanda y Burundi introdujeron sus propias monedas: el franco ruandés y el franco de Burundi.

## Monedas
Solamente se acuñaron monedas de 1 franco.
| Imagen | Denominación | Emisión   | Metal | Diámetro (mm) | Peso (g) | Anverso                            | Reverso               |
| ------ | ------------ | --------- | ----- | ------------- | -------- | ---------------------------------- | --------------------- |
|        | 1 Franco     | 1960-1964 | Latón | 21            | 3,8      | León - B.E.R.B. - año de acuñación | 1F - RWANDA - BURUNDI |

## Billetes
Los billetes se emitieron en denominaciones de 5, 10, 20, 50, 100, 500 y 1000 francos. En 1964, Burundi reutilizó todas estas denominaciones para su uso propio reimprimiéndolos.
| Denominación  | Color predominante | Descripción del anverso                                                   | Descripción del reverso                                            |
| ------------- | ------------------ | ------------------------------------------------------------------------- | ------------------------------------------------------------------ |
| 5 Francos     | Marrón             | 5 - CINQ FRANCS - Impala - BANQUE D'EMISSION DU RWANDA ET DU BURUNDI      | 5 - CINQ FRANCS - BANQUE D'EMISSION DU RWANDA ET DU BURUNDI        |
| 10 Francos    | Azul               | 10 - DIX FRANCS - Hipopótamo - BANQUE D'EMISSION DU RWANDA ET DU BURUNDI  | 10 - DIX FRANCS - BANQUE D'EMISSION DU RWANDA ET DU BURUNDI        |
| 20 Francos    | Verde              | 20 - VINGT FRANCS - Cocodrilo - BANQUE D'EMISSION DU RWANDA ET DU BURUNDI | 20 - VINGT FRANCS - BANQUE D'EMISSION DU RWANDA ET DU BURUNDI      |
| 50 Francos    | Rojo               | 50 - CINQUANTE FRANCS - Leona - BANQUE D'EMISSION DU RWANDA ET DU BURUNDI | 50 - CINQUANTE FRANCS - BANQUE D'EMISSION DU RWANDA ET DU BURUNDI  |
| 100 Francos   | Azul               | 100 - CENT FRANCS - BANQUE D'EMISSION DU RWANDA ET DU BURUNDI             | 100 - CENT FRANCS - BANQUE D'EMISSION DU RWANDA ET DU BURUNDI      |
| 500 Francos   |                    | 500 - CINQ CENT FRANCS - BANQUE D'EMISSION DU RWANDA ET DU BURUNDI        | 500 - CINQ CENT FRANCS - BANQUE D'EMISSION DU RWANDA ET DU BURUNDI |
| 1.000 Francos |                    | 1.000 - MILLE FRANCS - BANQUE D'EMISSION DU RWANDA ET DU BURUNDI          | 1.000 - MILLE FRANCS - BANQUE D'EMISSION DU RWANDA ET DU BURUNDI   |